# Michelau (Luxemburg)
Michelau (Luxemburgs: Méchela) is een plaats in de gemeente Bourscheid en het kanton Diekirch in Luxemburg. De plaats ligt in het dal van de Sûre en heeft een station.
Michelau telt 273 inwoners (2001).
Asselbur · Bamhaff · Bourscheid · Bourscheid-Moulin · Closdellt · Flebour · Friedbousch · Goebelsmühle · Kehmen · Lipperscheid · Michelau · Scheidel · Schlindermanderscheid · Welscheid

Luxemburgse gemeenten · Kanton Diekirch · Luxemburg